# NGC 2670
NGC 2670 ist die Bezeichnung für einen offenen Sternhaufen im Sternbild Segel des Schiffs. NGC 2670 hat einen Durchmesser von 7 Bogenminuten und eine scheinbare Helligkeit von 7,8 mag. Das Objekt wurde am 18. Februar 1836 von John Herschel entdeckt.